# Isca Salzberger-Wittenberg
Isca Salzberger-Wittenberg (* 4. März 1923 in Frankfurt am Main; † 23. Dezember 2023 in London) war eine aus Deutschland emigrierte, britische Kinderpsychologin.

## Leben
Isca Salzberger wurde als jüngste von drei Töchtern des bekannten Frankfurter Rabbiners Georg Salzberger und dessen Frau Nenny (Natalie Charlotte) geboren. Sie besuchte die jüdische Grundschule ihrer Heimatstadt. Im April 1939 flüchtete sie mit ihren Eltern nach London und Yorkshire. Durch das Jewish Refugee Committee wurde ihr eine Ausbildung als Kinderkrankenschwester ermöglicht. Danach studierte sie Sozialwissenschaften in Birmingham. In den 1950er Jahren zählte sie zu den ersten, die an der Tavistock Clinic in London Kinderpsychologie studierten, unter anderem bei Esther Bick und John Bowlby.  
Isca Salzberger-Wittenberg bildete 50 Jahre lang in der Säuglings- und Kleinkindbeobachtung aus. Sie arbeitete 25 Jahre an der Tavistock Clinic in London, deren Vizepräsidentin sie zehn Jahre lang war. 
Als ihre ältere Schwester 1962 mit nur 44 Jahren starb, heiratete sie deren Witwer und zog mit ihm gemeinsam die beiden kleinen Söhne groß.

## Schriften
- Die Psychoanalyse in der Sozialarbeit. Aus dem Englischen übersetzt von Michael Ermann. Stuttgart, Klett, 1973. ISBN 978-3-12-906980-6.
- (mit Gianna Henry-Williams und Elsie Osborne): Die Pädagogik der Gefühle. Emotionale Erfahrung beim Lernen und Lehren. Aus dem Englischen übersetzt von Brigitte Rapp. WUV-Universitätsverlag, Wien, 1997. ISBN 978-3-85114-303-4.
- Psychoanalytisches Verstehen von Beziehungen. Ein Kleinianischer Ansatz. Aus dem Englischen übersetzt von Michael Ermann, überarbeitet von Brigitte Rapp. Facultas, Wien 2002. ISBN 978-3-85076-555-8.
- Beginnen und Beenden im Lebenszyklus. Übersetzt von Gertraud Diem-Wille. W. Kohlhammer, Stuttgart, 2019. ISBN 978-3-17-034673-4.